# Stanislaw Chouchkievitch
 (mars 2022).
Si vous disposez d'ouvrages ou d'articles de référence ou si vous connaissez des sites web de qualité traitant du thème abordé ici, merci de compléter l'article en donnant les références utiles à sa vérifiabilité et en les liant à la section « Notes et références ».
Stanislaw Stanislavavitch Chouchkievitch (en biélorusse : Станісла́ў Станісла́вавіч Шушке́віч ; en russe : Станисла́в Станисла́вович Шушке́вич, Stanislav Stanislavovitch Chouchkievitch), né le 15 décembre 1934 à Minsk, alors en Biélorussie soviétique et mort le 3 mai 2022 dans la même ville, est un physicien nucléaire et homme politique biélorusse, premier chef d'État de la république de Biélorussie, en tant que président du soviet suprême (d), de 1991 jusqu'à sa destitution en 1994.

## Carrière scientifique
Chercheur scientifique, membre de l'Académie biélorusse des sciences, Stanislaw Chouchkievitch est docteur en mathématiques et en physique. De 1969 à 1986, il est professeur puis chef du département de physique nucléaire de l'université d'État de Biélorussie, puis recteur de cette même université de 1986 à 1990.

## Carrière politique
Stanislaw Chouchkievitch entre en politique en 1990 en étant élu député au Soviet suprême de la République socialiste soviétique de Biélorussie (d) dont il devient président par intérim le 25 août 1991, après la destitution de Mikalay Dzyemyantsyey (en) (Nikolaï Diementsev). Le 18 septembre suivant, il est élu à la tête du soviet suprême et devient chef de l'État à la suite de la proclamation de l'indépendance de la République de Biélorussie, quelques semaines après l'échec du putsch de Moscou contre Mikhaïl Gorbatchev qui précipite la fin de l'URSS.
À ce titre, il est l'un des artisans de la dissolution de l'URSS en signant à Minsk le 8 décembre 1991 avec ses homologues de Russie, Boris Eltsine, et d'Ukraine, Leonid Kravtchouk, la déclaration mettant fin à l'existence de l'Union et donnant naissance à la Communauté des États indépendants (CEI).
Dirigeant un État désormais indépendant, Stanislaw Chouchkievitch lance une première vague de privatisations et tente de mener une politique de rapprochement avec l'Occident et non avec la Russie, mais se heurte à l'hostilité de la classe politique pro-russe. Le 26 janvier 1994, les députés votent sa destitution comme président du soviet suprême, à la suite d'un rapport d'Alexandre Loukachenko l'accusant de corruption à la tête de l'État. Peu après, une nouvelle constitution est adoptée et il décide de se présenter quand même à l'élection présidentielle du mois de juillet. Il obtient 10 % des suffrages, loin derrière les 45 % de Loukachenko qui est élu au second tour.
Il dirige à partir de 1998 l'Assemblée sociale-démocrate biélorusse. En 2004, il tente de participer aux élections législatives, mais la commission électorale l'en empêche.
Il a donné depuis de nombreuses conférences dans divers pays du monde, dont la France.
Il meurt le 3 mai 2022 à l'âge de 87 ans.